# 张百祥
张百祥（1879年—1914年9月3日），名启善，字百祥（又作伯祥），以字行，曾用名张虎，化名杨鹏举，四川广安石笋人。中国民主革命家，共进会第一任会长。

## 生平

### 孝义会
清朝光绪五年十一月初八日（1879年）生。父亲张文光，字炳南，清朝道光丁酉年（1837年）生，曾任清朝贵州省播州（今遵义市）九品巡检。张家原来在石笋河场镇经营水烟铺子“三泰号”，有六亩田地。光绪十六年（1890年）张文光逝世后，张百祥随母亲贺氏生活。
张百祥幼入私塾读书，10岁后在读书之余还曾至石笋河武厂习武。当时，大竹孝义会成员何忠恕到石笋定居，发展孝义会（袍哥组织的一支）。孝义会由大竹李绍伊创建，逐渐扩展到邻水、广安等地，会员三教九流都有。张百祥参加孝义会，人称“张豹”。1899年，20岁的张百祥被推举为石笋孝义会会长。
在孝义会，张百祥中提倡“百善孝为先”、“铁肩担道义”、“异姓皆兄弟”、“同生共死”、“有饭大家吃”、“有衣大家穿”等思想，利用自家的水烟铺子“三泰号”为基地，常常集会，调停当地民间纠纷，受到“兄弟伙”信任，孝义会因此扩展到广安县内的花桥、恒升、白市、龙台、观阁、代市、观塘等场镇。孝义会有田地150多亩，张百祥用田租赈济贫苦民众，并且让到医馆看病的民众免费用药。
当时，广安袍哥组织分为“汉流”、“西流”（孝义会）两派，之间既有斗争又有合作。“汉流”袍哥大爷梅温如在广安开会收“兄弟伙”入伙时，杀害了代市西流“孝义会”负责人王巨伯，激起张百祥愤怒。1905年，三台场富翁萧宗渠遭到土匪抢劫，有人诬陷是张百祥所为，状告官府。官府派员缉拿。张百祥被迫逃离广安，和同乡蒲殿俊、周稻僧等人从万县沿长江到上海。不久，张百祥留学日本。

### 共进会
1905年8月，张百祥进入日本东斌陆军步兵学堂学习军事，并且加入中国同盟会。因为中国同盟会领导人黄兴重视发展中国同盟会南方分部，对长江流域的中国同盟会组织指导较少。张百祥乃出面邀请四川人舒祖勋、湖北人彭汉遗、湖南人焦达峰和陈作新、江西人邓文辉、安徽人方潜等人，倡立共进会。1907年秋，共进会在日本东京清风亭举办成立大会，参加者十分之九为中国同盟会会员，仍拥孙中山为领袖，宗旨和中国同盟会大体相同，并推选张百祥为共进会第一任会长。张百祥主张革命成功后各界人士应当一律平等，所以将“平均人权”写入共进会纲领。
1908年，张百祥从日本回到四川，动员哥老会和孝义会成员加入共进会，短时间内便发展700多名共进会会员。张百祥领导共进会支援或参加革命党人领导的武装起义。1909年，张百祥居住在汉口龙王庙剪子街吉祥客栈内，组织共进会多次开会，将长江中下游地区的三合会、哥老会、洪江会、孝义会四大会党更名为中华山、兴汉水、光复堂、报国香，统一在共进会之内，并将湖北新军中的大部分官兵发展为共进会会员，准备发动黎元洪的三十一标、三十二标新军中的共进会会员在汉口发动起义。但由于湖广总督瑞澂、提督张彪、协统黎元洪严格防范，乃决定各省共进会会员返回各地再候时机。同年，张百祥等人策划在浙江杭州发动起义，后来由于官府提前得知而未成功，张百祥回日本东京。
1911年春，张百祥应黄兴之邀，赴香港策划广州黄花岗起义，随后参加了此次起义。起义失败后，张百祥突围，化名“杨丹书”，经宜昌回四川。途经宜昌时，张百祥组织当地保路运动，多次在川汉铁路公司大会场公开发表演说，指责清廷假立宪、真专制，出卖国家权益。宜昌府知府金十合对此十分恐惧，逼张百祥离开宜昌，但张百祥不予理会，演讲更趋激烈，以至被捕入狱。1911年武昌起义后，黎元洪出任鄂军都督府都督，将张百祥等人释放，后任命张百祥为剿匪总司令、四川行军总司令等职务。张百祥率兵进四川，到达万县时，得知四川革命党人已推翻清朝在四川的政权，成立四川大汉军政府，蒲殿俊任都督。张百祥乃待命万县，后来奉黎元洪之命击退向竹安部，从而安定了川东。

### 反袁反胡
1911年12月初，南北议和达成停战协议。1912年2月，袁世凯任中华民国临时大总统。张百祥自动离职，仍从事会党活动。1913年3月，国民党领袖宋教仁在上海被暗杀。四川都督胡景伊（胡文澜）秉承袁世凯之意，大杀革命党人。张百祥到成都，在四川省议会揭发胡文澜的阴谋，并参与清算胡文澜贪污支出差额50多万元，请四川省议会弹劾胡文澜。后来，他又在铁路公司召集的各团体会议主张驱逐胡文澜，获多数与会者支持。胡文澜派警察厅长代洪士威逼利诱张百祥出任川军第二师师长，但被张百祥拒绝，胡文澜便企图秘密逮捕张百祥。川军第二师的团长张达三是共进会会员，他得知该消息后，1913年7月初，护送张百祥男扮女装逃往绵阳。7月14日夜，张百祥率数百名革命党人攻占绵城（今绵阳市），四川讨袁（世凯）讨胡（文澜）军兴起。重庆镇守使兼川军第五师师长熊克武发檄文声讨袁世凯。张百祥、张达三自绵阳到阆中讨伐胡文澜，声援熊克武，同张邦本的部队作战。两个月后，各路讨袁军陆续失败，袁世凯命令黔军、滇军进四川支援胡（文澜）军，熊克武部受到挫折，张百祥部不支。1913年11月，张百祥只身回到家乡石笋，藏在张文吉家。胡文澜派出一个营到石笋河场捉拿张百祥，勒令石笋河场的士绅将张百祥交出，否则屠场十里。《广安文史资料选辑》记载：“孝义会、同盟会成员、乡绅王晓澄采用妹夫曾本立的李代桃僵计，在花桥镇以一乞丐扮成张百祥模样，于拂晓枪决，抬至石笋河场张家开丧吊祭，骗走胡军。”1913年12月，张百祥化名“赵玉虎”，和张达三等人到湖南辰州杨任堂弟杨特如家躲避。
1914年春，张百祥来到上海，和杨特如同住在宝昌路鼎庆里（上海法租界），发表爱国电文，继续抗袁。1914年1月20日，四川《西蜀新闻》报第二版以《这才算铁血男儿》为题，刊登张百祥致中央的一封电文。袁世凯知张百祥在上海，悬赏20万元缉拿。国民党党员陈嘉献、唐大全等人遂出卖张百祥。袁世凯在上海的密探趁张百祥游徐家花园时，将张百祥诱出租界逮捕，当夜用专车解往南京，经汉口转至北京。袁世凯派广安人顾鳌劝降张百祥，张百祥不降。1914年7月1日，张百祥被杀害，享年36岁。
1918年，熊克武主政四川时，将张百祥灵柩迎至重庆，礼葬在重庆鹅岭烈士陵园，并优抚安置其遗属。
张百祥故居位于广安市石笋老街。